# Саликов, Марат Сабирьянович
Марат Сабирьянович Саликов (род. 28 ноября 1962 года, Свердловск) — российский учёный-правовед, доктор юридических наук, профессор, специалист по конституционному праву, заведующий кафедрой конституционного права Уральского государственного юридического университета имени В. Ф. Яковлева. Заслуженный юрист Российской Федерации (2012), Заслуженный деятель науки Российской Федерации (2024). Индекс Хирша — 25.

## Биография
В 1987 году с отличием закончил Свердловский юридический институт имени Р. А. Руденко. С 1987 по 1990 год обучался в очной аспирантуре этого института. В 1990 году под руководством профессора М. И. Кукушкина подготовил и защитил кандидатскую диссертацию на тему «Советское унитарное государство: государственно-правовые проблемы». В 1998 году — докторскую диссертацию на тему «Сравнительно-правовое исследование федеративных систем России и США».
С 1990 года — преподаватель, с 1991 года — старший преподаватель, с 1993 года — доцент, с 1999 года — профессор кафедры государственного, затем конституционного права Свердловского юридического института (впоследствии — Уральской государственной юридической академии; ныне — Уральского государственного юридического университета). С 1994 по 2000 год занимал должность заведующего отделом международных связей УрГЮА. С 2000 по 2007 год — директор Института юстиции УрГЮА. В 2007—2017 годах — проректор по учебной работе, первый проректор УрГЮА — УрГЮУ. С 2010 года возглавляет кафедру конституционного права УрГЮУ.
Занимает должности председателя Учебно-методического совета УрГЮУ, председателя Совета по внеучебной работе студентов УрГЮУ, председателя Конкурсной комиссии УрГЮУ, председателя Аттестационной комиссии УрГЮУ, председателя Экспертной комиссии УрГЮУ, заместителя председателя Учёного совета УрГЮУ, заместителя председателя Межрегиональной ассоциации конституционалистов России, главного редактора журнала «Российское право: образование, практика, наука». Некоторое время состоял в Экспертном совете Уральского института развития законодательства.
Проходил научную стажировку в Школе права Сент-Луисского университета (США), Кёльнском университете и Гумбольдтском университете (Германия). Читал курс лекций «Comparative Federalism» (рус. сравнительный федерализм) в Сент-Луисском университете и гостевые лекции в Университете Уэйна. Принимал участие в конференциях, симпозиумах, семинарах, круглых столах, рабочих встречах в рамках международных проектов в США, Германии, Италии, Австралии, Греции, Финляндии, Чехии, Венгрии.

## Научная деятельность
В сферу научных интересов М. С. Саликова входят российское конституционное право, конституционное процессуальное право, американское конституционное право, сравнительное конституционное право, сравнительное правоведение, сравнительный федерализм, права человека, права национальных меньшинств, национальная автономия, конституционная юстиция.
Впервые в российской и американской юридической литературе М. С. Саликов осуществил комплексное сравнительно-правовое исследование федеративных систем РФ и США. Обстоятельно исследовал институт судебно-правового регулирования федеративных отношений; ввел в научный оборот термин «судебный федерализм»; разработал концепцию поэтапного реформирования федеративной системы России, базирующейся на принципах территориальной федерации. Обосновал понимание постановлений и «позитивно-отказных» определений Конституционного суда РФ в качестве источников права.
М. С. Саликов развивает идею разделения конституционного права на материальную и процессуальную отрасли. В состав конституционного материального права включает избирательное право, парламентское право и конституционное судебное право, тогда как в конституционное процессуальное право — соответственно избирательное процессуальное право (избирательный процесс), парламентское процессуальное право (парламентский процесс) и конституционное судебное процессуальное право (конституционный судебный процесс). Кроме названных подотраслей, по его мнению, данные отрасли содержат ряд правовых институтов.
Является автором более 200 научных, учебно-методических и публицистических работ, включая 20 зарубежных публикаций, изданных в США, Канаде и Венгрии.

## Награды
- Медаль Министерства юстиции Российской Федерации им. А. Ф. Кони (2001)
- Нагрудный знак Главного управления Министерства юстиции Российской Федерации по Свердловской области (2002)
- Почётный работник высшего профессионального образования Российской Федерации (2006)
- Нагрудный знак Федеральной службы судебных приставов (2007)
- Заслуженный юрист Российской Федерации (9 января 2012) — за заслуги в развитии юридических наук и подготовке юридических кадров[2]
- Заслуженный деятель науки Российской Федерации (13 июня 2024)[3]